# Ricardo Barreiro
Ricardo Barreiro (Palermo, 2 de octubre de 1949 - Buenos Aires, 12 de abril de 1999) fue un guionista de historietas argentino. Ampliamente reconocido por haber colaborado con dibujantes como Juan Giménez, Eduardo Risso, Enrique Breccia, Francisco Solano López, Juan Zanotto, Enrique Alcatena, entre otros.

## Biografía
Nacido en el barrio porteño de Palermo. A los 22 publica sus primeros trabajos como historietista en la revista Sancho y Meleficon, dónde realiza tanto dibujos como guiones. Su primer cómic sólo como guionista fue Slot-Barr, con dibujos de la mano de Francisco Solano López. Luego realizó Bárbara, junto a Juan Zanotto, una heroína de un mundo apocalíptico. 
Esta obra obtuvo un notable éxito en Italia, siendo publicada en LancioStory. A esto le siguió la serie bélica As de Pique, dibujada por Juan Giménez López. Para finales de los años '70 continúa su labor junto a otros dibujantes, realizando series cortas como Mundos Paralelos y Crónicas de tres guerras. 
En 1978, ya durante la última dictadura cívico-militar argentina (1976-1983) Barreiro se exilia en España. Allí, Ediciones B.O. publica Slot-Barr y la editorial Toutain hace lo propio con As de pique. Mientras tanto colabora con revistas extranjeras: escribe para Heavy Metal (tanto para la versión italiana como la estadounidense; ambas basadas originalmente en la publicación Métal hurlant de Francia) y Fantastick (Francia). Un año después se muda a París, dónde crea —a partir de 1980 y nuevamente junto a Giménez— las series Ciudad y Estrella Negra, publicadas simultáneamente en diferentes países.
En 1982 se establece en Roma, al tiempo que publica nuevas series en las antologías de cómic L'eternauta y Comic Art: New York, Año Cero, junto a Juan Zanotto; El hombre de Wolfland, con dibujos de Franco Saudelli; y El pescador, con Máximo Rotundo. A su vez, para LancioStory realizó, junto a Enrique Breccia, Avrack, el señor de los halcones. La hija de Wolfland, continuación de El hombre de Wolfland, fue publicada en 1983 por la revista Orient Express.
Promediando los años 1980, fue nombrado miembro de la Société des Auteurs y Compositeurs Dramatiques de La France (Sociedad de Autores y Compositores dramáticos de Francia), dónde sus obras vieron la luz a cargo de las editoriales Dargaud y Glénat. Por esta época publica: La Salvaje, con dibujos de Luis García Durán; la saga protagonizada por Bask de Avregaut, que está integrada por La Fortaleza Móvil y El Mundo Subterráneo y dibujada por Enrique Alcatena; El Mago, también con dibujos de Alcatena; La Guerra de las Malvinas, publicada en la revista de antología Fierro desde 1986; El Instituto y Ministerio, ambas dibujadas por Francisco Solano López; Caín, con Eduardo Risso y Parque Chas, con el mismo dibujante.
Luego le siguieron: La Prisión, junto Horacio Lalia; Buenos Aires, las putas y el loco, dibujada por Oswal; Alicia a través del desván, junto a Patricia Breccia; Yaguareté, con Pablo Páez; y Habana 1944 junto al artista colombiano José Sanabria, entre otras. Luego de esto llegó a una de sus cumbres de popularidad como el guionista de la famosa historieta El Eternauta: Odio cósmico.
Barreiro regresó a Argentina, donde se le diagnosticó cáncer de laringe. Esto no le impidió seguir trabajando en los proyectos Instituto II e Instituto III, y ser entrevistado para la película documental H. G. O. (1999). Luego de convivir varios años con la enfermedad, Barreiro muere el 12 de abril de 1999 a causa del cáncer, con casi 50 años.

## Obras

### Primera Etapa
- Caín, con dibujo de Risso, Ediciones de la Urraca
- Ciudad, con dibujo de Juan Giménez, Hora Cero
- Estrella Negra, con dibujo de Juan Giménez
- El Instituto, con Francisco Solano López
- El Instituto II, con Francisco Solano López Doedytores
- El día del juicio, con Francisco Solano López para Italia. Doedytores 2009
- El Instituto III- El Imperio de Shet, con Francisco Solano López
- Factor Límite, con Juan Giménez, Colección Vilan
- La Fortaleza Móvil, con Enrique Alcatena, Skorpio
- Parque Chas I, con Risso
- Parque Chas II, con Risso
- Slot Barr, con Francisco Solano López, Ediciones Colihue
- Ciudad II, con dibujo de Luis García Durán
- Bárbara, con dibujo de Juan Zanotto
- Virus, con dibujos de Ariel Olivetti, Mauro Cascioli, Julian Aznar, Marcelo Sosa y Juan Bobillo, Comic Press
- As de Pique, con dibujo de Juan Giménez
- El Mago, con dibujo de Enrique Alcatena
- El Eternauta: Odio Cósmico Nº1, dibujo de Walter Taborda en lápiz y Gabriel Rearte en tinta
- El Eternauta: Odio Cósmico Nº2, dibujo de Walter Taborda en lápiz y Gabriel Rearte en tinta
- Buenos Aires, las putas y el loco, con dibujo de Oswal
- Le Pecheur de Brooklyn, con dibujo de Massimo Rotundo
- La Prisión para Lalia, con dibujo de Oswal
- Navarrito, con dibujo de Dose
- Buenos Aires, las putas y el loco, con dibujo de Oswal
- Le Pecheur de Brooklyn, con dibujo de Massimo Rotundo
- La Prisión para Lalia, con dibujo de Oswal
- Navarrito, con dibujo de Dose
- Seit Projekt, con dibujos de Marcelo Rodríguez.
- Alicia a través del desván, con dibujos de Patricia Breccia
- Yaguareté, con dibujos de Pablo Páez
- Hombre Subterráneo, con dibujos de Ignacio Noe, Comic Art
- Taxi Driver, con dibujos de Luis García Durán, Lancio
- Habana 1944, con dibujos de José Sanabria
- El Convento Infernal, con dibujos de Ignacio Noe, La Cúpula y Fantagraphic

## Filmografía
- 1998: H. G. O.